# Güven Önüt
Güven Önüt (* 1940 in Aydın; † 24. Februar 2003) war ein türkischer Fußballspieler. Er war der Torschützenkönig der höchsten türkischen Spielklasse der Saison 1963/64.

## Spielerkarriere

### Verein
Güven Önüt begann seine Karriere mit 16 Jahren bei Aydınspor. Danach spielte für Izmirspor, wo er zwischen 1958 und 1960 eine erfolgreiche Zeit hatte.
Im Juli 1960 wurde Önüt von Fenerbahçe Istanbul, Galatasaray Istanbul und Beşiktaş Istanbul umworben. Er entschied sich für Beşiktaş Istanbul und spielte dort bis 1969. In der Zeit bei Beşiktaş wurde er mit 19 Toren Torschützenkönig und zweimal türkischer Fußballmeister. In 225 Spielen erzielte Güven Önüt 94 Tore.

### Nationalmannschaft
Güven Önüt spielte zweimal für die Türkei.

## Erfolge
- Mit Beşiktaş Istanbul
  - Türkischer Meister (2): 1966, 1967
  - Türkischer Fußball-Supercup-Sieger (1): 1967
  - TSYD Kupası (Istanbul) (1): 1964

- Individueller Erfolg
  - Torschützenkönig der Süper Lig der Saison 1963/64